# Protease
Proteaser (også kaldet peptidaser og proteolytiske enzymer) er enzymer som nedbryder proteiner ved at spalte proteinernes peptidbindinger. Mange fordøjelsesenzymer, f.eks. pepsin og trypsin, er proteaser.

## Forskellige klasser af proteaser
Proteaser inddeles i fire forskellige klasser afhængig af strukturen af deres aktive site, altså det sted i proteasens rumlige struktur, hvor selve spaltningen foregår. Den overordnede rumlige struktur af forskellige enzymer indenfor en klasse kan være meget forskellig, ligesom enzymerne kan bestå af et meget forskelligt antal aminosyrer. Det aktive site, derimod, har altid den samme rumlige struktur. 
- Serinprotease

Serinproteaser har aminosyren serin i det aktive site. Derudover sidder der typisk også en histidin-rest som er involveret i spaltningen. Alle serinproteaser har en fælles katalytisk mekanisme. Serin-restens hydroxylgruppe i serin angriber peptidbindingen således at den svækkes og går i stykker.
De bedst karakteriserede serinproteaser er chymotrypsin, trypsin, elastase og thrombin. Trypsin er et af de fordøjelsesenzymer der findes i tarmkanalen.
- Treoninprotease

Treoninproteaser har en aminosyren treonin i det aktive site.
- Thiolprotease

Thiolproteaser har en thiolgruppe i det aktive site, typisk i form af aminosyren cystein.
Et eksempel på en thiolprotease er enzymet papain som findes i papayafrugter. Pga. et højt indhold af dette enzym er saften fra en papaya særdeles velegnet til at marinere kød i, da papain nedbryder proteiner på kødets overflade og smagstoffer så kan trænge ind i kødet.
- Carboxylprotease

I carboxylproteasers aktive site sidder der en carboxyl-gruppe. Da denne carboxylgruppe ofte stammer fra aminosyren aspartat, kaldes denne gruppe af proteaser også for aspartylproteaser. Carboxylgruppen kan dog også stamme fra aminosyren glutamat.
Fordøjelsesenzymet pepsin, som findes i mavesækken, er en carboxylprotease.
- Metalloprotease

I metalloproteaser sidder der, som navnet antyder, en metal-ion i det aktive site. Denne metal-ion er ofte en Zn2+-ion.
De fleste metalloproteaser er såkaldte exopeptidaser, dvs. de spalter proteiner fra den ene ende af disse proteiners polypeptidkæder. Der spaltes således én aminosyrerest fra ad gangen.
Collagenase, et enzym som nedbryder collagen, er en metalloprotease.

## Katalytisk mekanisme
Den mekanisme hvorved proteaser spalter en peptidbinding begynder med at en aminosyre eller et vandmolekyle gøres nukleofilt og efterfølgende kan angribe carbonylgruppen i peptidbindingen. I serin/threoninproteaser samt thiolproteaser medvirker en histidinrest i det aktive site til at danne nukleofilen.
Der forbruges et vandmolekyle under spaltningen:
```
  |                     |
  CH-R                  CH-R
  |                     |          
H

  C=O                   C=O        |
  |       +  
H-O-H
  →   |      +   NH
  NH                    
O-H
        |
  |                                CH-R
  CH-R                             |
  |
```

Nogle proteaser er meget specifikke og virker kun på et enkelt eller ganske få proteiner. Det gælder f.eks. de proteaser som indgår i syntesen af andre proteiner. De kan også være specifikke mht. hvor i en polypeptidkæde de spalter bindinger. Nogle proteaser spalter kun imellem to aminosyrerester hvoraf den ene har en hydrofob sidekæde. Andre spalter kun bindinger efter en helt bestemt slags aminosyre.
Proteaser som f.eks. fordøjelsesenzymerne er meget uspecifikke og nedbryder alle de proteiner de kommer i nærheden af. Eftersom proteaserne selv er proteiner, bliver de også nedbrudt af andre proteaser. Dette er muligvis med til at regulere proteaseaktivitet i organismer.